# Clara Woltering
Clara Woltering, née le 2 mars 1983 à Münster, est une handballeuse internationale allemande évoluant au poste de gardienne de but.

## Palmarès

### Club
compétitions internationales 
- vainqueur de la Ligue des champions (2) : 2012 et 2015
- vainqueur de la Coupe Challenge (1) : 2005

 compétitions nationales 
- Deuxième du Championnat d'Allemagne (3) : 2006, 2007 et 2009
- vainqueur de la Coupe d'Allemagne (2) : 2002, 2010
- vainqueur du Championnat du Monténégro (4) : 2012, 2013, 2014 et 2015
- vainqueur de la Coupe du Monténégro (4) : 2012, 2013, 2014 et 2015

### Sélection nationale
Jeux olympiques
- 11e place aux Jeux olympiques de 2008 à Pékin,  Chine

Championnat du monde
- Médaille de bronze du Championnat du monde 2007,  France
- 6e place au Championnat du monde 2005,  Russie
- 7e place au Championnat du monde 2009,  Chine
- 12e place au Championnat du monde 2003,  Croatie
- 17e place au Championnat du monde 2011,  Brésil

Championnat d'Europe
- 4e place au Championnat d'Europe 2008,  Macédoine
- 4e place au Championnat d'Europe 2006,  Suède
- 5e place au Championnat d'Europe 2004,  Hongrie
- 7e place au Championnat d'Europe 2012,  Serbie
- 13e place au Championnat d'Europe 2010,  Norvège et  Danemark

Autres
- Début en Équipe d'Allemagne le 22 novembre 2003 contre la  Biélorussie

### Distinction personnelle
- Élue meilleure handballeuse de l'année en Allemagne (3) : 2009, 2010 et 2017